# Ghiacciaio Hoshko
Il ghiacciaio Hoshko è un ghiacciaio di circo situato sulla costa di Oates, nella regione nord-occidentale della Dipendenza di Ross, in Antartide. In particolare, il ghiacciaio, il cui punto più alto si trova a circa 1600 m s.l.m., ha origine nella parte sud-occidentale della dorsale Lanterman, nella zona centro-meridionale dei monti Bowers, e da qui fluisce verso sud-ovest a partire dal circo presente tra il monte Edixon e il monte Bowers e scorrendo tra le due suddette montagne, fino ad unire il proprio flusso a quello del ghiacciaio Canham, a sua volta tributario del ghiacciaio Rennick.

## Storia
Il ghiacciaio Hoshko è stato mappato da membri dello United States Geological Survey grazie a fotografie scattate durante ricognizioni aeree effettuate dalla marina militare statunitense nel periodo 1960-62, ed è stato poi così battezzato dal comitato consultivo dei nomi antartici in onore del tenente della riserva della marina militare statunitense John Hoshko, Jr., ufficiale addetto alle pubbliche relazioni dello staff del comandante della forza di supporto navale statunitense in Antartide dal 1966 al 1968.